# Bjørg Eva Jensen
Bjørg Eva Jensen (n. 15 februarie 1960, Larvik, Vestfold, Norvegia) este o sportivă ce a reprezentat Norvegia, medaliată olimpică. A participat la 2 ediții ale Jocurilor Olimpice (1980, 1984) în care a câștigat o medalie de aur.